# Imzouren
Imzouren (en berbère: Imzuren, ⵉⵎⵣⵓⵔⴻⵏ en arabe: إمزورن) est une ville du Maroc. Elle est située dans la province d'Al Hoceïma sur la côte nord du Maroc (mer Méditerranée), dans le Rif, dans la région de Tanger-Tétouan-Al Hoceïma. Imzouren est une ville de la tribu des Aït Ouriaghel. La ville est connue par son souk historique hebdomadaire, Souk Essabt (le marché du samedi), lieu de réunion des marchands tribus voisines, venues de Tamsamane ou encore de Aït Touzine et de Bokoya (Ibakoyan).C'est un village qui évolue avec le temps.
Les habitants sont berbérophones ; ils parlent le dialecte tarifit.
Le 24 février 2004, une secousse tellurique d’une magnitude de 6,3 sur l’échelle de Richter fait 629 victimes, plus de 1 000 blessés et 15 000 sans-abris dans la province d’Al Hoceima.
Imzouren a la particularité de voir sa population multiplier par 3 à 4 lors de la période estivale avec le retour des ressortissants Rifains vivant en Europe et notamment aux Pays-Bas et en Belgique. On trouve dans la ville beaucoup de cafés à grandes terrasses et des restaurants.

### Sources
- (en) Imzoûrene sur le site de Falling Rain Genomics, Inc.